# Yohei Fukumoto
Pour les articles homonymes, voir Fukumoto.
Yohei Fukumoto (福元 洋平, Fukumoto Yohei) est un footballeur japonais né le 12 avril 1987. Il évolue au poste de défenseur latéral.

## Biographie
Yohei Fukumoto participe à la Coupe du monde des moins de 20 ans 2007 avec le Japon. Il dispute 4 matchs lors de cette compétition.

## Palmarès
- Finaliste de la Coupe d'Asie des nations des moins de 19 ans en 2006 avec le Japon